# Albansk film
Denna artikel behandlar Albaniens filmhistoria.

## Tidiga år
De första filmförevisningarna ägde rum i städerna Shkodra och Korçë och det var utländsk film som visades. Många av de första inhemska filmerna var dokumentärer; den första albanska filmen handlade om Manastirkongressen som sanktionerade det albanska alfabetet år 1908.
Före första världskriget (1914-1918) var teaterverksmheten i Albanien varken utbredd eller särskilt efterfrågad. Den första albanska teaterpjäsen hette ’Emma’. Den skrevs 1887 av italoalbanen Anton Santori och tog ur olika aspekter upp den albanska diasporan, eller landsflykten. Istället för att spegla nutidsfrågor och berätta om albanernas dagliga liv, höll man sig till dramatiseringar av romantiska, patriotiska skildringar från förr.
Alexander moissi, den albandske skådespelaren är nog en av världens i särklass mest kunnig aktörer. Han levde mellan 1880 och 1936, och han med att utöva skådespelar-yrket faktiskt världen över, ja även i Stockholm. Han har också spelat in ett par film, som finns i Alexander Moissi - föreningen i hans födelsestad Trieste, och i Rom, där han spelade in den italienska filmen "Lorenzo di Medici" med Luigo Reni som regissör.

## Kommunistiska tiden
Efter andra världskriget 1945 bildades det albanska filminstitutet, vilket från och med början av år 1952 kom att kallas Kinostudia Shqipëria e Re.
Den första episka albanska filmen var Skënderbeu som handlade om den albanske nationalhjälten Skanderbegs liv och samtid, och den var ett samarbete med den sovjetiska artistkrönikan. Filmen vann en utmärkelse vid filmfestivalen i Cannes. Två andra kända filmer från den tiden är Fëmijët e saj (Hennes söner) och Tana.
Under kommunisterna blev teatern ett propagandavapen, nya teatrar kom till och pjäser med kommunistiska teman uppmuntrades. Pjäsförfattarna var utsatta för en mer rigorös censur än författare i allmänhet, vilket hämmade kreativiteten och uppkomsten av nya, inhemsk dramatik. Utländska teatergrupper var förbjudna. Trots detta framträdde under denna period flera talangfulla pjäsförfattare, som exempelvis Loni Papa. 
Under 1960-talet spelades det varje år in filmer som huvudsakligen handlade om tyska och italienska trupper som var stationerade i Albanien under andra världskrigets ockupation av landet. Filmerna framhävde en överdrivet positiv bild av de kommunistiska partisanerna, och följaktligen fick Balli Kombëtar en jämförelsevis negativ framtoning. Filmerna blev använda i propagandasyfte för att stödja den sittande regeringen. Framstående filmproducenter från denna era är Dhimitër Anagnosti, Viktor Gjika, Gëzim Erebara, och Pirro Milkani.
Under 1970-talet skedde en drastisk reducering av antalet importerade filmer, som ett resultat av kulturella och politiska isolationistiska kampanjer från regeringen. Det resulterade i en ökad inhemsk produktion av filmer: från 5–6 filmer per år i början av decenniet till 8–10 filmer per år under slutet av decenniet. Det hela kulminerade med 14 filmer per år under början av 1980-talet. Såväl dramatik som familje- och barnfilmer producerades under dessa år. Beni ecën vetë, i regi av Xhanfize Keko 1975, och komedin Kapedani, i regi av Fhemi Hoshafi och Muharrem Fejzo 1972, är exempel på filmer från 1970-talet. Nya regissörer under denna tidsperiod var bland andra Rikard Ljarja, Sajmir Kumbaro, Ibrahim Muçaj, Kristaq Mitro och Esat Mysliu. Typiskt för denna period var också att det började komma konstnärliga och TV-anpassade filmer som till exempel Udha e shkronjave, som var en film som regisserades av V. Prifti 1978.
Exempel på albanska filmer som gjordes under 1980-talet:
- Ballë për ballë (1979), i regi av Kujtim Çashku och Pirro Milkani
- Agimet e stinës së madhe (1981), i regi av Albert Minga
- Dora e ngrohtë (1983), i regi av Kujtim Çashku
- Kohë e largët (1983), i regi av Spartak Pecani
- Tela për violinë (1987), i regi av Bujar Kapexhiu

Under 70- och 80-talet producerades det också 20–40 dokumentärer om kulturella element och propaganda. Under denna period föddes också de animerade filmerna med Zana dhe Miri av Droboniku och T. Vaso 1975.
Dessa filmarbeten var resultatet av ett omfattande samarbete mellan filmstudior, regissörer, författare, kompositörer och skådespelare tillsammans med influenser från staten, och det formade en hel industri. Fram till och med 1990 hade ungefär 200 filmer producerats.
I slutet av 1980-talet hade Albanien över 450 biografer. Dock var en stor del av utrustningen föråldrad och på väg att falla sönder.
Fram till mitten av 1990-talet undergick den albanska teatern en långsammare utveckling än litteraturen i övrigt. Filmen var också underutvecklad, då man under kommunistperioden mest fokuserat på hjältar och hjältedåd. Populära teman var folkhjälten Skanderbegs kamp mot Turkiet, det albanska motståndet mot utländsk erövring, och konflikten mellan tradition och förnyelse.

## Filmer efter kommunismen
Växlingen från en kommunistisk regim till en mer demokratisk regim under 1990-talet ledde till stora förändringar inom albansk film. Den stora gemensamma filmstudion delades upp i flera små filmstudior. Filmer började produceras i privata studior av både de gamla regissörerna och av utländska regissörer, men i samverkan med det nya Qendra Kombëtare e Kinematografisë, ”Centret för nationell film”.
Men även om det produceras nya filmer så har många albaner gått tillbaka till att titta på de gamla filmerna. Idag visas de på olika privata TV-kanaler. De gamla propagandagrundstenarna är numera mer en källa till förnöjelse än till hat. Den gamla stilen är något som uppskattas mycket.
Bland de mest hyllade av de tidigare filmerna kan nämnas Kolonel Bunker, Slloganet, Dasma e Sakos, Tirana Year Zero, och Porta Eva.
Under den senare delen av 1990-talet byggdes många nya biografer, speciellt i de större städerna. I huvudstaden Tirana byggdes biografen Millenteum som visar västerländska filmer och mer framstående amerikanska filmer.
Trots minskat politiskt motstånd och färre regler för filmproduktion än under kommunistperioden, hämmas albansk filmindustri än idag av brist på pengar och teknik.